# Pseudosasa amabilis
Pseudosasa amabilis là một loài thực vật có hoa trong họ Hòa thảo. Loài này được (McClure) Keng f. miêu tả khoa học đầu tiên năm 1957.

## Hình ảnh

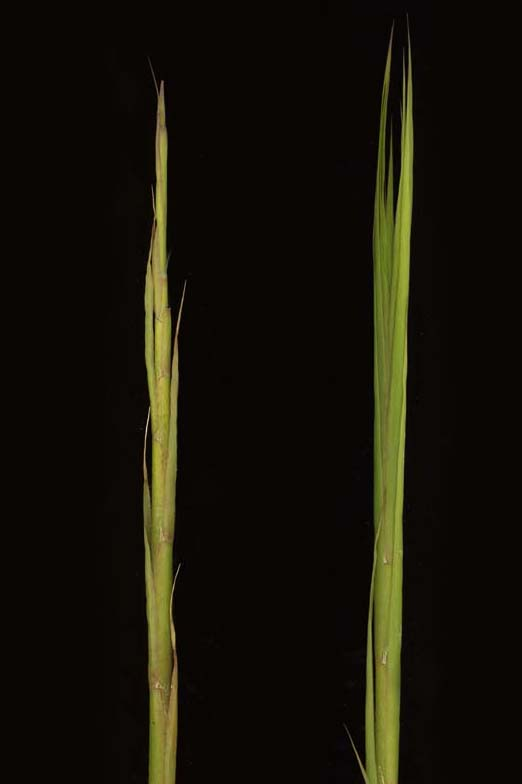
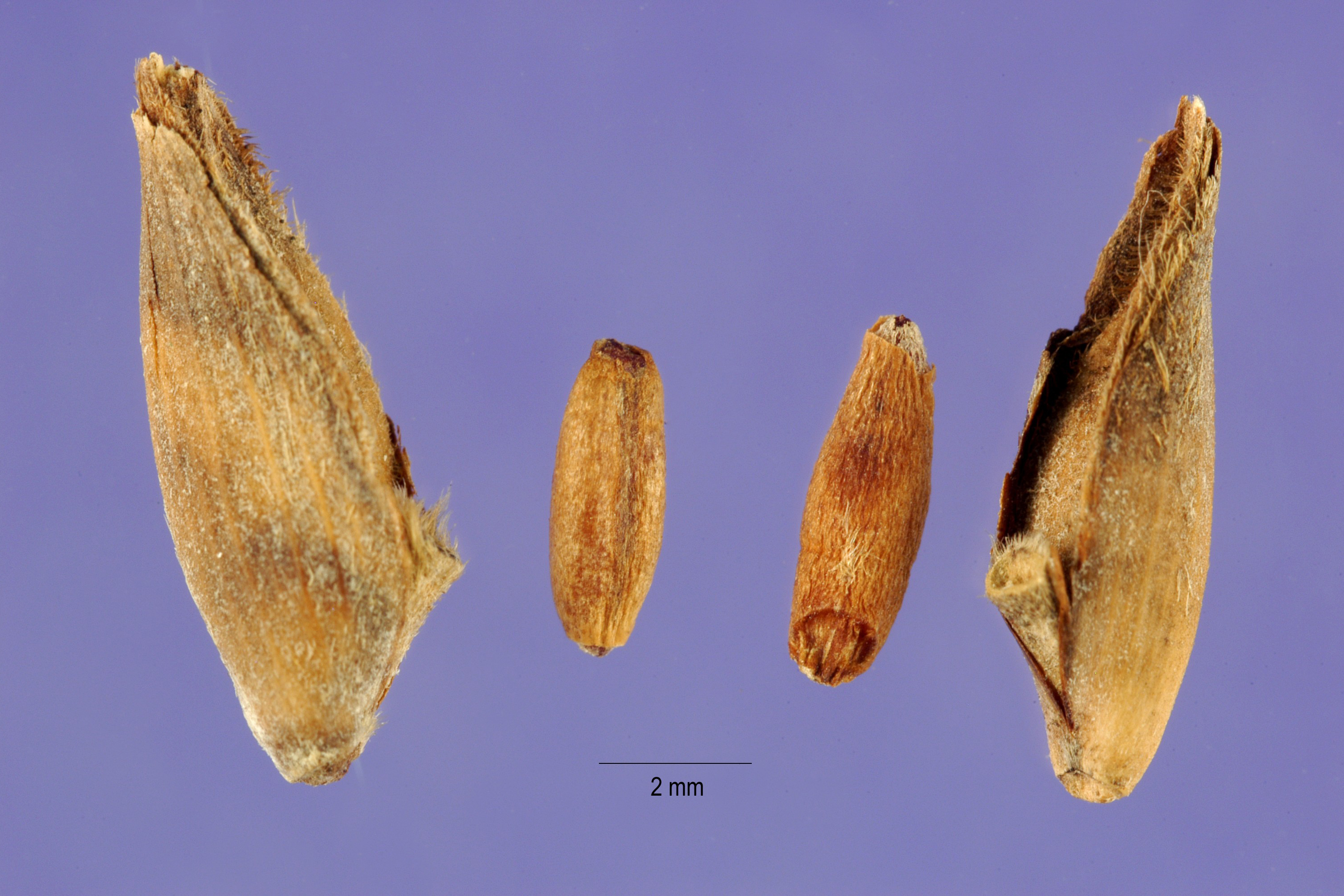